# 稚武彦命
稚武彦命（わかたけひこのみこと）は、記紀に伝わる古代日本の皇族。
『日本書紀』では「稚武彦命」、『古事記』では「若日子建吉備津日子命（わかひこたけきびつひこのみこと）」「若建吉備津日子命」、他文献では「若武彦命」とも表記される。
第7代孝霊天皇皇子で、吉備臣（吉備氏）の遠祖。「吉備津彦命（きびつひこのみこと）」と称されることもあるが、その呼称では一般に兄の彦五十狭芹彦命（大吉備津彦命）を指す場合が多い。

## 系譜
『日本書紀』に基づく関係系図
| 倭国香媛 | 倭国香媛 | 倭国香媛 | 倭国香媛 | 倭国香媛 | 倭国香媛 |                               |                               |                               |                               |                               |                               | 7孝霊天皇 | 7孝霊天皇 | 7孝霊天皇 | 7孝霊天皇 | 7孝霊天皇 | 7孝霊天皇 |          |          |          |          |          |          | 絙某弟 | 絙某弟 | 絙某弟 | 絙某弟 | 絙某弟 | 絙某弟 |
| 倭国香媛 | 倭国香媛 | 倭国香媛 | 倭国香媛 | 倭国香媛 | 倭国香媛 |                               |                               |                               |                               |                               |                               | 7孝霊天皇 | 7孝霊天皇 | 7孝霊天皇 | 7孝霊天皇 | 7孝霊天皇 | 7孝霊天皇 |          |          |          |          |          |          | 絙某弟 | 絙某弟 | 絙某弟 | 絙某弟 | 絙某弟 | 絙某弟 |
|          |          |          |          |          |          |                               |                               |                               |                               |                               |                               |           |           |           |           |           |           |          |          |          |          |          |          |        |        |        |        |        |        |
|          |          |          |          |          |          | 彦五十狭芹彦命 （吉備津彦命） | 彦五十狭芹彦命 （吉備津彦命） | 彦五十狭芹彦命 （吉備津彦命） | 彦五十狭芹彦命 （吉備津彦命） | 彦五十狭芹彦命 （吉備津彦命） | 彦五十狭芹彦命 （吉備津彦命） |           |           |           |           |           |           | 稚武彦命 | 稚武彦命 | 稚武彦命 | 稚武彦命 | 稚武彦命 | 稚武彦命 |        |        |        |        |        |        |

（名称は『日本書紀』初出を第一とし、括弧内に『古事記』ほかを記載）
第7代孝霊天皇と、絙某弟（はえいろど、蠅伊呂杼）との間に生まれた皇子である。同母兄には彦狭島命（日子寤間命）がいる。異母兄弟のうちでは、同じく吉備氏祖で四道将軍の1人の彦五十狭芹彦命（比古伊佐勢理毘古命、吉備津彦命）が知られる。
『日本書紀』では子に関する記載はない。『古事記』景行天皇段では、子として景行天皇皇后の針間之伊那毘能大郎女（日本書紀では播磨稲日大郎姫）、景行天皇妃の伊那毘能若郎女の名を記す。そのほか、『新撰姓氏録』では吉備武彦命を始めとする諸人物を子孫として記載する。

## 記録
『日本書紀』では、稚武彦命の事績に関する記載はない。
『古事記』孝霊天皇段では、若建吉備津日子命は大吉備津日子命（彦五十狭芹彦命）とともに吉備国平定に派遣されており、針間（播磨）の氷河之前（比定地未詳）に忌瓮（いわいべ）をすえ、針間を道の口として平定を果たしたという。

## 後裔

### 氏族
『日本書紀』では稚武彦命を吉備臣の祖とし、『古事記』では吉備下道臣・笠臣の祖とする。
また『新撰姓氏録』では、次の氏族が後裔として記載されている。
- 左京皇別 吉備朝臣 - 大日本根子彦太瓊天皇（孝霊天皇）子の稚武彦命の後。
- 左京皇別 下道朝臣 - 吉備朝臣同祖。稚武彦命孫の吉備武彦命の後。
- 右京皇別 笠朝臣 - 孝霊天皇皇子の稚武彦命の後。
- 右京皇別 笠臣 - 笠朝臣同祖。稚武彦命孫の鴨別命の後。
- 右京皇別 吉備臣 - 稚武彦命孫の御友別命の後。
- 右京皇別 真髪部 - 同命男の吉備武彦命の後。
- 右京皇別 廬原公 - 笠朝臣同祖。稚武彦命の後。

### 国造
『先代旧事本紀』「国造本紀」には、次の国造が後裔として記載されている。
- 角鹿国造 - 志賀高穴穂朝（成務天皇）の御代に吉備臣祖の若武彦命の孫の建功狭日命を国造に定める。のちの越前国敦賀郡周辺にあたる[2]。

## 伝承
稚武彦命に関して、兄の吉備津彦命（大吉備津彦命）による吉備平定に付き従った際の伝承が各地に残っている。特に岡山県総社市周辺では、吉備津彦命とともに鬼の温羅を討ったという伝説が知られる（詳しくは「温羅」を参照）。この際に、三人の勇士が付き従ったとされ、所謂『桃太郎』の話の元となっている（「三人の勇士」が犬・猿・雉にあたる）。また、場所が現在の岡山県総社市周辺であること関連することから関連することから、桃太郎の舞台が岡山県とされる根拠にもなっている。